# Цепелин (Њемачка)
Цепелин (њем. Zepelin) град је у њемачкој савезној држави Мекленбург-Западна Померанија. Једно је од 62 општинска средишта округа Гистров. Према процјени из 2010. у граду је живјело 465 становника. Посједује регионалну шифру (AGS) 13053099.

## Географски и демографски подаци
Цепелин се налази у савезној држави Мекленбург-Западна Померанија у округу Гистров. Град се налази на надморској висини од 5 метара. Површина општине износи 22,4 km². У самом граду је, према процјени из 2010. године, живјело 465 становника. Просјечна густина становништва износи 21 становника/km².